# Афанасій III Александрійський
Афанасій III Александрійський (XIII століття – Крета, 1316 рік) — грецький православний єпископ Александрії, Папа і Патріарх Александрійський і всієї Африки з 1276 по 1316 рік.

## Біографія
Був ченцем з гори Синай.  Рятуючись від переслідувань арабів, знайшов притулок у Константинополі. У 1275 році Афанасій був присутній на інтронізації патріарха Константинопольського Іоана XI Веккоса, хоч і не погоджувався на зустріч Грецької Православної та Латинської Церков, результатом якої стала ця інтронізація.
Він займався проблемою унії з Римською Церквою під час правління Михайла Палеолога та його наступника Андроніка II Палеолога, які скликали синод у Константинополі в 1283 році під головуванням Афанасія, щоб засудити унію, схвалену Другим Ліонським собором  і скинути Веккоса.  Згідно з католицькою хронікою, вів себе  як «політик, який не хотів виявляти себе» і намагався уникати участі в суперечках щодо Filioque.  Згідно з одним зі звітів, у 1308 році імператор Візантії, незадоволений Афанасієм з невідомих причин, вигнав його з Константинополя і змусив блукати Грецією, доки він не "повернеться до своєї Церкви".  Згідно з іншою версією, важке становище Константинопольської Церкви, через арабські вторгнення, змусив його залишитися в синайському монастирі на Криті, де він і помер.

## Зовнішні посилання
- Афанасій III Александрійський на sapere.it